# Reiner Plaumann
Reiner Plaumann (* 1963 in Ebingen) ist ein deutscher Autor.

## Leben
Plaumann wuchs in Albstadt in Baden-Württemberg auf der Schwäbischen Alb auf, wo er auch heute lebt. Er studierte Wirtschaftsinformatik und arbeitet als Software-Ingenieur. Er schrieb mehrere Kurzgeschichten. Bekannt wurde er durch die Albstadt-Krimis um den Protagonisten Konrad Landberg. Plaumann ist verheiratet und hat zwei Kinder.

## Bücher
- Alb-Florenz: Ein Kriminalroman von der Schwäbischen Alb, BoD, ISBN 978-3-7562-0420-5[2]
- Kreisläufer. Albstadt : SP-Verl.  2014, ISBN 978-3-9812106-9-9.
- Strafstoß: ein Alb-Krimi. Silberburg-Verlag 2011, ISBN 978-3-8425-1116-3.
- Bikespur. SP-Verlag 2008, ISBN 978-3-9811017-9-9.